# Cantone di Envermeu
Il Cantone di Envermeu era una divisione amministrativa dell'arrondissement di Dieppe.
È stato soppresso a seguito della riforma complessiva dei cantoni del 2014, che è entrata in vigore con le elezioni dipartimentali del 2015.
Comprendeva i comuni di
- Assigny
- Auquemesnil
- Avesnes-en-Val
- Bailly-en-Rivière
- Bellengreville
- Biville-sur-Mer
- Brunville
- Dampierre-Saint-Nicolas
- Douvrend
- Envermeu
- Freulleville
- Glicourt
- Gouchaupre
- Greny
- Guilmécourt
- Les Ifs
- Intraville
- Meulers
- Notre-Dame-d'Aliermont
- Penly
- Ricarville-du-Val
- Saint-Aubin-le-Cauf
- Saint-Jacques-d'Aliermont
- Saint-Martin-en-Campagne
- Saint-Nicolas-d'Aliermont
- Saint-Ouen-sous-Bailly
- Saint-Quentin-au-Bosc
- Saint-Vaast-d'Équiqueville
- Sauchay
- Tourville-la-Chapelle